# Septobasidiales
Septobasidiales är en ordning av svampar. Enligt Catalogue of Life ingår Septobasidiales i klassen Pucciniomycetes, divisionen basidiesvampar och riket svampar, men enligt Dyntaxa är tillhörigheten istället klassen Tremellomycetes, divisionen basidiesvampar och riket svampar.
| Septobasidiales | \| \| Septobasidiaceae \| \| \| \| |
|                 | \| \| Septobasidiaceae \| \| \| \| |
|                 | Pucciniales                        |
|                 |                                    |
|                 | Platygloeales                      |
|                 |                                    |
|                 | Pachnocybales                      |
|                 |                                    |
|                 | Helicobasidiales                   |
|                 |                                    |
|                 | Zymoxenogloea                      |
|                 |                                    |
|                 | Septobasidiaceae                   |
|                 |                                    |

|  | Septobasidiaceae |
|  |                  |